# بانتظار الياسمين (مسلسل)
بانتظار الياسمين مسلسل تلفزيوني سوري، تأليف أسامة كوكش وإخراج سمير حسين. بطولة غسان مسعود، وسلاف فواخرجي، وصباح الجزائري، وأيمن رضا، وآخرون. بُث أول مرة بتاريخ 18 حزيران 2015.

## القصة
في شتاءٍ برده قارص، عاشت مجموعة من مهجري الحرب بحديقة صغيرة، نزحوا إليها هرباً من مناطق سورّية ساخنة، يفترشون أرض الحديقة التي أصبحت عنواناً موقتاً لإقامتهم بعدما خسروا كل شيء، بعض المارّة سيشاركونهم بؤسهم، ويتعاطفون معهم ويحاولون تقديم أي شيء تجود به إنسانيتهم الجريحة فيما يستيقظ الشيطان لدى آخرين منهم، مدفوعين برغبة في استغلال ظروفهم كمهجرين.
وثمّة حكايات أخرى عاشها أهل المدينة، تختلف عن الحكايات التي يعيشها سكّان الحديقة؛ يرصدها العمل في الزمن ذاته، ضمن إطارٍ إنساني، يسلط عبر أحداثه الضوء، على حياة مجموعةٍ من العائلات السوريّة، يدخل إلى منازلهم، وينقل لنا تفاصيل معاناتهم اليومية، وقصص حبّهم، وتضحياتهم، وتأثير الحرب ومجرياتها، على سلوكهم، وأفكارهم، وأطباعهم، والعلاقات فيما بينهم.
تلك الحكايات أبطالها أكثر من ثلاثين شخصيّة، تسير مشاكلها بالتوازي مع آمالها، وطموحاتها، وبعض الشخوص قد تلامس بطيبتها حدود السذاجة، وتبدو قادرةً على انتزاع ابتسامةٍ منّا، رغم قسوة ظروفها.

## القنوات العارضة
- تلفزيون دبي
- قناة سورية دراما
- قناة الشرقية العراقية
- تلاقي
- التلفزيون السوري
- شبكة أوربت شوتايم

## بطولة
| - سلاف فواخرجي - غسان مسعود - صباح الجزائري - أيمن رضا - شكران مرتجى - محمد حداقي - أحمد الأحمد - محمود نصر - سامر إسماعيل - محمد قنوع - حلا رجب - روزينا لاذقاني - خالد القيش - زهير رمضان - جيانا عيد - جمال شقير | - جوان الخضر - مرح جبر - دانة جبر - نادين خوري - حسام تحسين بيك - علي كريم - أمانة والي - فائق عرقسوسي - بسام لطفي - معتصم النهار - مرام علي - يزن السيد - لينا كرم - آري سرحان - مصطفى المصطفى - محمد الرفاعي - رنا ريشة - لميس عفيفة |

## ردود الفعل
حصل مسلسل «بانتظار الياسمين» على أعلى نسبة تصويت كأفضل عمل درامي سوري متكامل عرض في شهر رمضان، وذلك في الاستطلاع الذي أجرته الدائرة الثقافية في الوكالة العربية السورية للأنباء «سانا» على صفحاتها في مواقع التواصل الاجتماعي.

## وصلات خارجية
صفحة الفيسبوك